# 航空戦

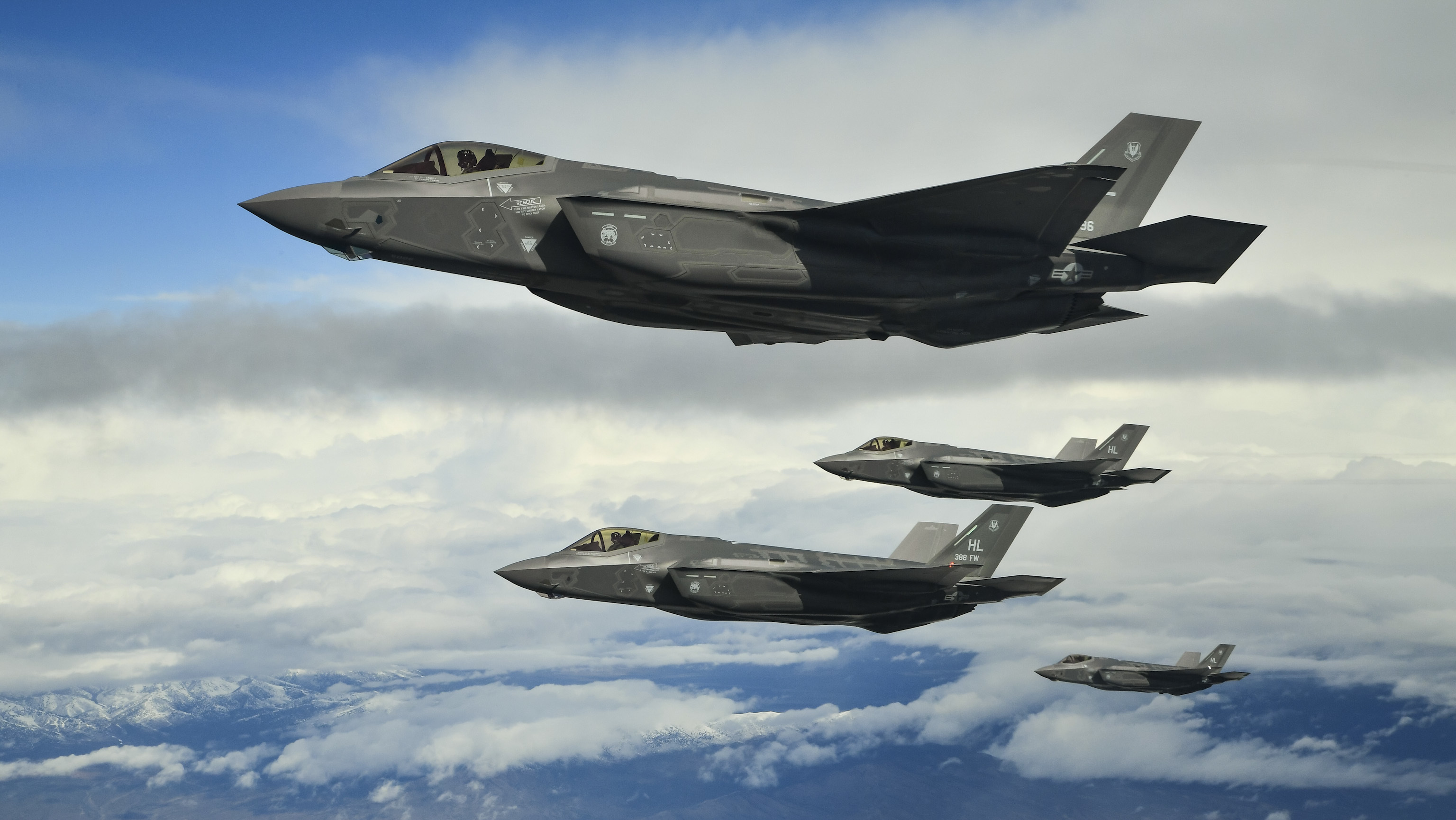
F-35の編隊
航空戦では、このように数機が編隊として形成されたグループによって航空戦を行うことがある

航空戦（こうくうせん、英: Aerial warfare）は、航空機による作戦・戦闘である。空戦、空中戦とも呼ぶ。
武力紛争は、それが展開される地域の区分に従って、陸上は陸戦、海上は海戦、空中は空戦とされ、国際法はおおむねこの区分に従って規定されている。航空戦として初めて、陸海の戦闘から独立した固有の名称を与えられたのはルンガ沖航空戦である。

## 戦略

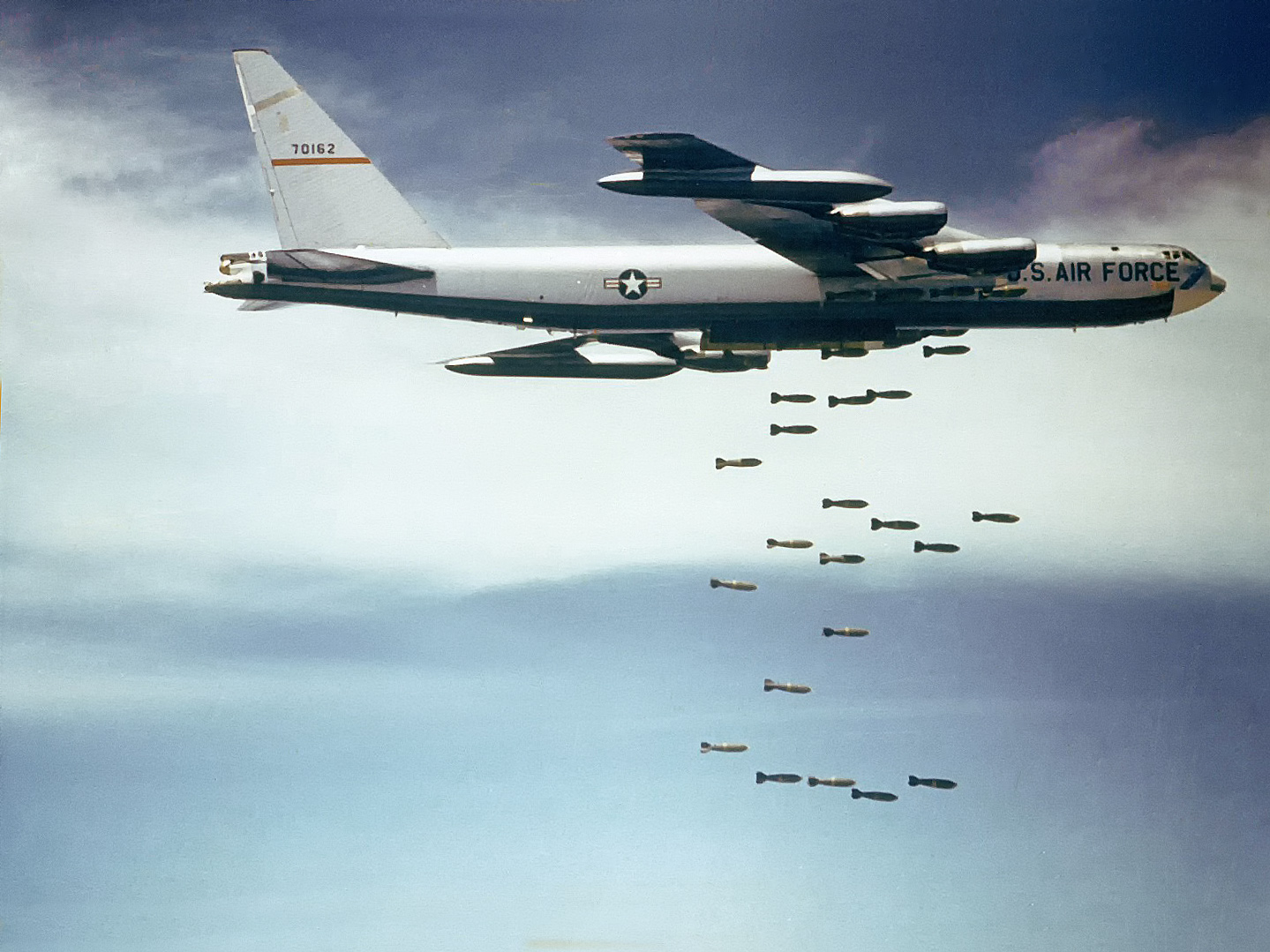
B-52H戦略爆撃機
1機で最大30トン以上の爆弾を運搬・投下することが出来る。

航空戦の戦略に爆撃がある。陸海への航空攻撃は攻勢的航空戦となり、主に爆撃によって敵の陸海部隊と地上基地の兵器・兵員・資材を破壊する。20世紀末からは、この攻勢の航空作戦での主な要素として阻止攻撃（interdiction）が占めるようになってきた。これは敵国土内の生産拠点や交通網、政治、経済の中心といった重要目標を爆撃により破壊するものである。
また、必要な空域の制空権（航空優勢）を確保する戦略もある。この航空優勢の確保には、第1の目的を実行するため侵攻時に行なわれる敵の防空の航空部隊との空中戦闘と、逆に敵の襲来に対して行なわれる防衛としての空中戦闘という2種類がある。一般的に航空戦・空戦といわれる場合にはこの比較的に近距離で行われる空中戦を指す場合が多い。航空戦の第2の目的である空中戦は多くの場合、侵攻時、又は防衛時のいずれでも防勢的航空戦となり、通常は戦闘機が主役となる。
また、飛行場や航空母艦（空母）を攻撃することで敵の航空脅威をあらかじめ取り除き、制空権を確保する場合もある。航空撃滅戦では、敵機を掃討、できれば地上にある敵機を攻撃する。戦闘機と爆撃機の混合部隊である戦爆連合においては、敵の戦闘機を制圧する制空隊と爆撃隊を援護する直掩隊の2つで戦闘機が使用される。

## 行動

### 爆撃
空襲の主な方法に爆撃がある。爆撃は目的によって「戦術爆撃」と「戦略爆撃」に区別される。戦術爆撃は、戦場で敵の戦闘部隊を叩いて直接戦局を有利にすることを目的とする爆撃である。戦略爆撃とは、戦場から離れた敵国領土や占領地を攻撃する場合が多く、工場や港、油田などの施設を破壊する「精密爆撃」と、住宅地や商業地を破壊して敵国民の士気を喪失させる「都市爆撃（無差別爆撃）」とに分けられる爆撃のことである。絨毯爆撃は、地域一帯に対して無差別に行う爆撃。

### 空対空戦闘

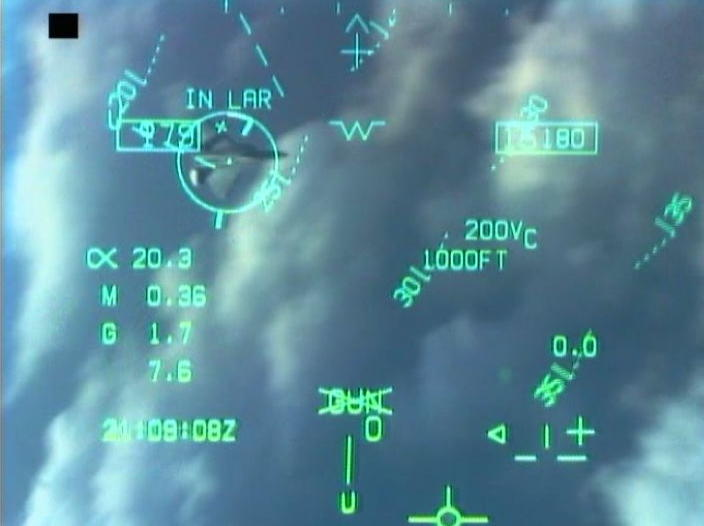
F/A-18のHUDに映し出されたドッグファイトの様子

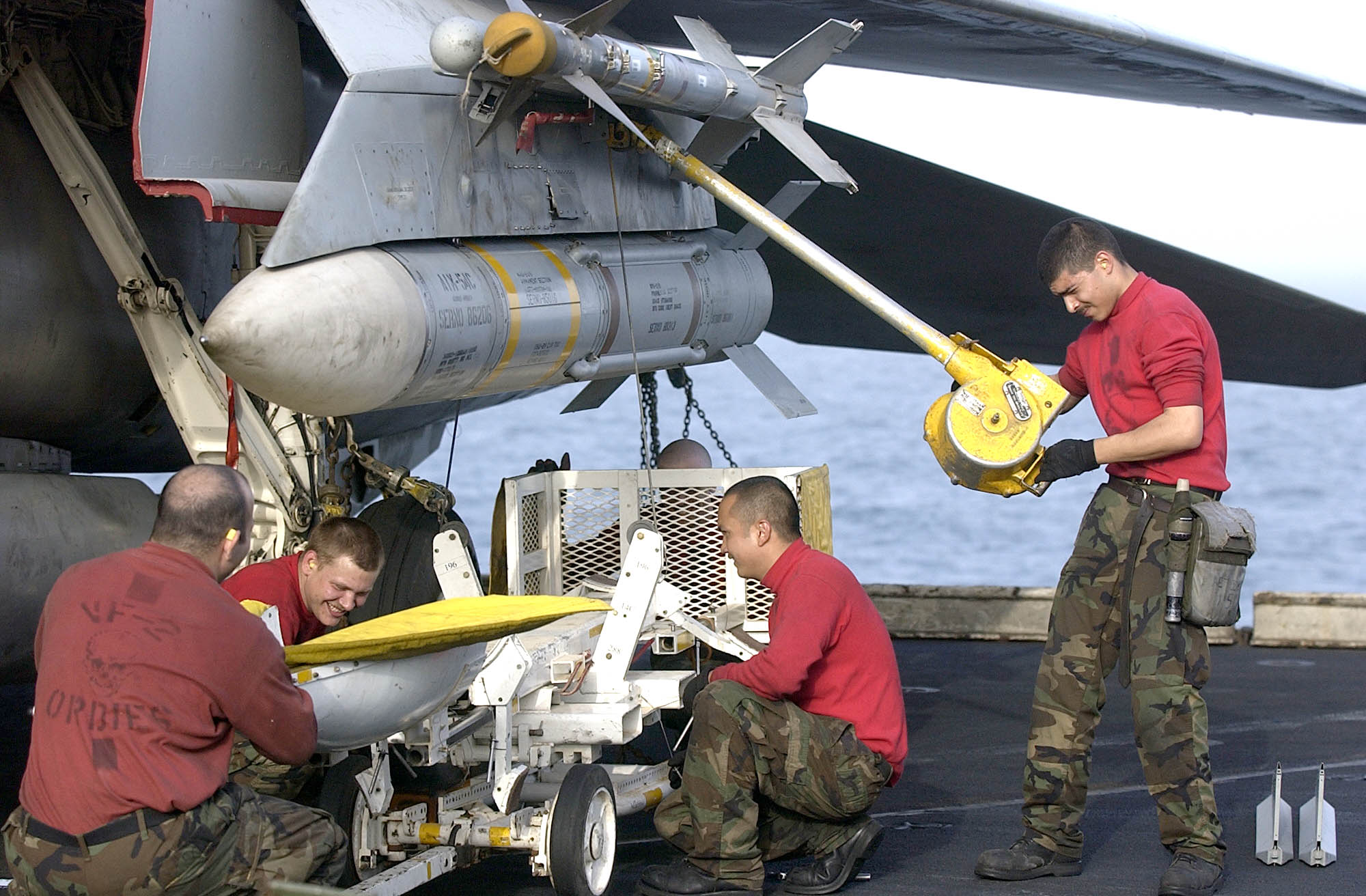
F-14のみが搭載できたAIM-54 フェニックス長射程ミサイル

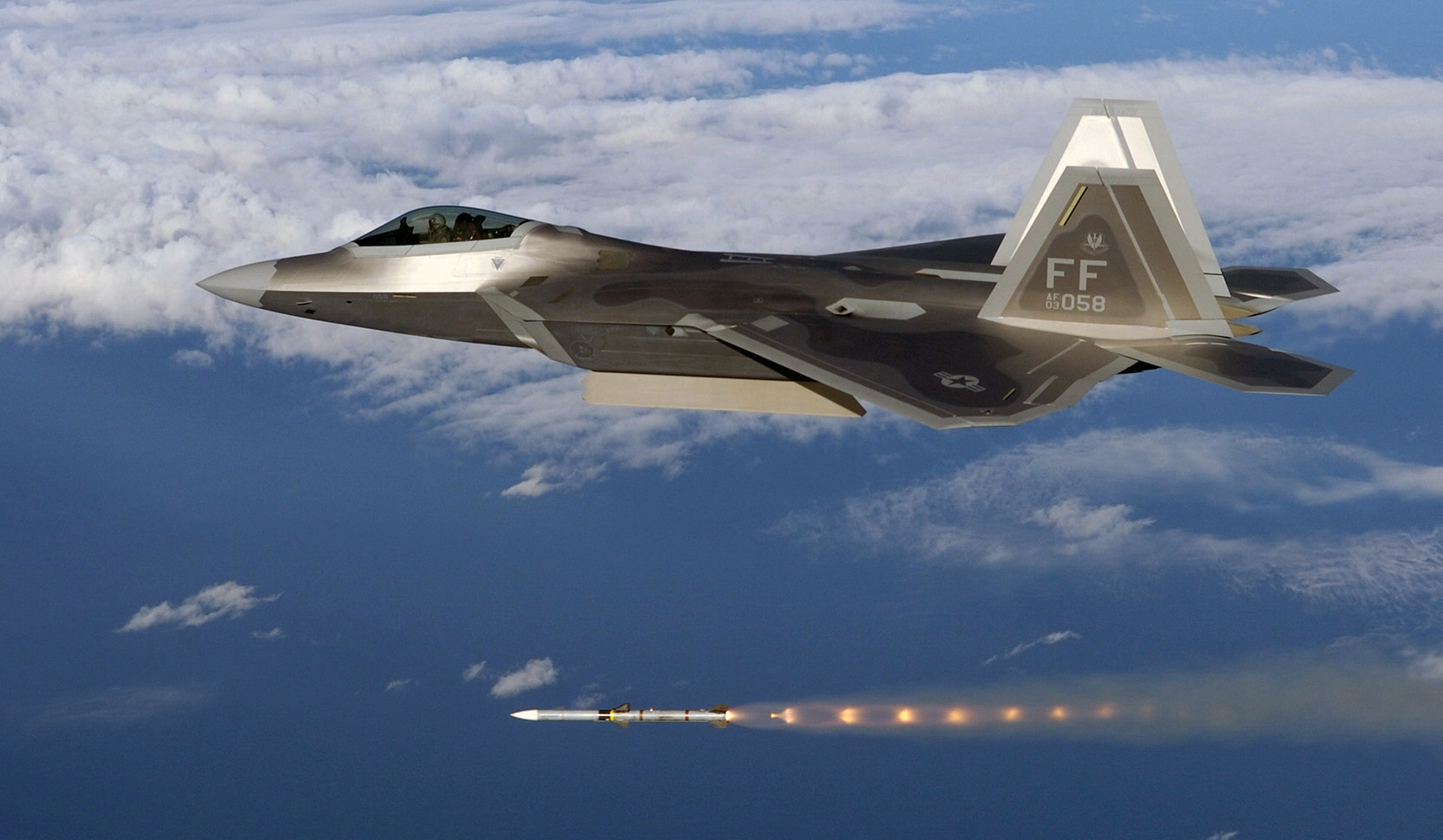
AIM-120とAIM-9Mを発射するF-22

航空優勢の確保のために行なわれる空戦は、航空力学の諸法則や天候や航空機の性能及び軍事技術によって機動などが制約され、戦闘機は敵との優位な相対位置を獲得しようと連続的に機動して攻撃する。
空中戦は一般的に、発見（会敵）・接近・攻撃・運動・離脱の要領で行われるが、実戦においてこれらの段階が順序だてて進むとは限らず、奇襲を受けた場合は唐突に攻撃や運動を開始して戦闘を行う。基本的な戦法は古典機からジェット機まで変わらず、ミサイルやコンピューターが発達しても遠方からのミサイルではほぼ生き残り、その後は近接戦となるため、格闘戦（ドッグファイト）の役割がまだ大きい。お互いに見えない位置からミサイル攻撃による戦闘が行われ、決着がつかなければ格闘戦に移行する。第二次世界大戦では、零戦とF4F、スピットファイアとBf 109のように、格闘戦か一撃離脱か、いかに自機に有利な空戦に持ち込めるのかも、勝敗に関係していた。
発見
航空戦の第1段階は敵機の発見である。索敵は第一次世界大戦の頃は肉眼に依存していた。しかし、F-86を機にレーダーを搭載した戦闘機が現れると、索敵は主にレーダーで行うようになり、空中早期警戒システムや戦闘機誘導員との連携によって100キロメートル先の視認できない敵機を捜索することが可能になった。敵を先に発見することは戦闘において主導権を獲得することであり、敵機の存在を把握すればそれに最適な要撃位置を占位することが出来る。
同時に敵の捜索を回避する手段も航空戦に必要である。その手段としては対電子妨害手段がある。これは敵機の電子支援手段を妨害するものである。また捜索を回避する手段として低空飛行がある。これは敵の電子放射を監視してその間隙を通過するものである。
遠隔攻撃
敵機を発見した場合に可能であれば遠隔攻撃行動に入る。敵機の撃墜には、敵機と100キロメートル程度はなれた位置から長射程の空対空ミサイルを発射する場合がある。この他にも、自己誘導型で敵機を目指して飛行する空対空ミサイルもあるが、これらは非常に高価で、安価で汎用のものでは、自機で敵機に照準を合わせるミサイルや、敵機が放出した熱を追う赤外線誘導ミサイルがある。前者は機首を敵機から離せず後者は気象に左右されやすい。そのためどのミサイルも完璧な兵器とはいえない。発射の際は、早期警戒管制機の支援を受けることもある。敵機の撃墜に失敗した場合は接近して戦闘行動に入るかどうかが問われる。また、敵からの攻撃に対しても迅速な対応や判断が求められる。
接近攻撃
航空機は攻撃に入る前に空中戦を志向するかどうかを決心しなければならない。これは、状況を把握している空中または地上の誘導員によって行われる。攻撃を行うことが決心されれば、航空機は速やかに攻撃のために、敵機に対して要撃成功の最適位置へ移動する。この際に重要なのは速度であり、高速であればあるほどに敵に発見される前に好位置を占位できる。その好位置とは、戦闘における運動や離脱において要する位置エネルギーを確保することが出来る高高度である。スピードは、失速すれば撃墜される危険があり、速すぎれば旋回半径が大きくなり舵が重くなる。
接近攻撃の段階における戦闘では戦術的状況と使用兵器によって左右される。戦術的状況とは航空機の運動によってもたらされる彼我の相対的な位置関係である。攻撃に最適な戦術的状況は敵機の後方であると伝統的に考えられているが、接近に時間を要する。正面からの攻撃は彼我の距離を最小化して攻撃の成功率を高めるが、敵の目前で直線的に飛行するために逆に攻撃を受ける危険性が最も高い。また横正面などの敵機の位置が激しく変化する方向からの攻撃は成功させることが難しく、ミサイルの追尾もより困難になる。機関砲やミサイルの射程にとらえるための格闘戦に入る。
離脱
戦闘で最適な離脱とは敵機の撃墜である。しかしながら常に敵機が撃墜できるとは限らず、また戦局や燃料残量の都合から戦闘を離脱することが求められる場合もある。また、撃墜せずに戦闘を離脱する場合は相手から攻撃を受ける危険な段階でもある。従って戦闘は常に燃料残量を確認しながら行い、基準値にまで燃料が消費されれば速やかに離脱しなければならない。
ただし、帰投する場合でも、基地が攻撃を受けて着陸不能になっている場合や途上での戦闘を考慮し、必要ならば代替の基地まで航続できるだけの燃料を要する。要するに離脱で重要なのはいかにして燃料を温存するかである。航空戦において特に重大な局面であり、最も困難な段階でもある。

## 歴史

### 第一次世界大戦

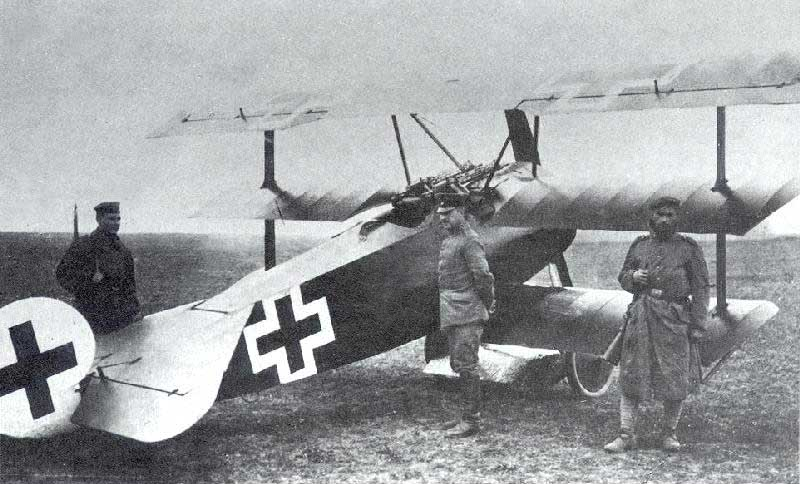
フォッカー Dr.I（1917年）

初期の航空機は戦闘力を持たず敵地偵察に使われただけであった。最初期は、お互いに攻撃手段を持たず、敵偵察機に対し、そのまますれ違ったり、お互い手を振って挨拶していることもあった。しかし、航空偵察の効果が上がり始めると、敵偵察機の行動を妨害する必要性が出てきた。最初は持ち合わせていた工具を投げつけたのが始まりとされている。やがて煉瓦や石を投げ合い始め、拳銃や猟銃を使い始めた。第一次世界大戦以前の航空用法は一部に爆撃の準備もあったが、主体は地上作戦協力の捜索目的、指揮の連絡、砲兵協力など航空戦略、航空戦術には値しないものだった。
第一次世界大戦が開始すると爆撃が逐次試みられた。またフランス空軍のローラン・ギャロスが1915年（大正2年）にモラーヌ・ソルニエ Lの中心線に固定銃を装備してドイツのアルバトロスなどの撃墜を始めた。ここまでは単一機によって飛行機作戦は行われていたが、任務が偵察→爆撃→空戦と発展したことによって専用機種として1915年6月ドイツのフォッカー E.IIIが駆逐機として独立出現し、本格的な空中戦闘が始まる。。
1914年（大正3年）9月、青島戦争で日本軍機が初めて爆撃を行う。海軍機のモーリス・ファルマン式4機で青島市街に爆撃した。10月には日本軍は初めて空中戦を経験した。日本陸軍有川鷹一航空隊長がニューポール NG機に地上用機関銃を積んで偵察機の味方を支援、敵機を妨害する空中戦が行われた。
1916年、ヴェルダンの戦いでフランス軍は機関銃射撃、爆弾投下でドイツ軍の行軍縦隊、予備隊などを攻撃し、戦果を上げた。これによって低空からの対地攻撃など偵察機、駆逐機で歩兵突撃支援する航空戦術が広がる。またドイツはフォッカー E.IIIを集中使用し、戦場制空のため、空中阻塞、駆逐戦法といわれた数層に配置した防御的阻塞幕を構成する方法をとっていた。1918年9月、サンミエール攻勢でアメリカ合衆国のウィリアム・ミッチェルが完全な航空優勢の獲得を図り、ドイツ軍陣地の突出部を孤立分断するように集中攻撃した。その後も類似作戦が展開され、兵力の集中使用の重要性を立証した。

### 第二次世界大戦

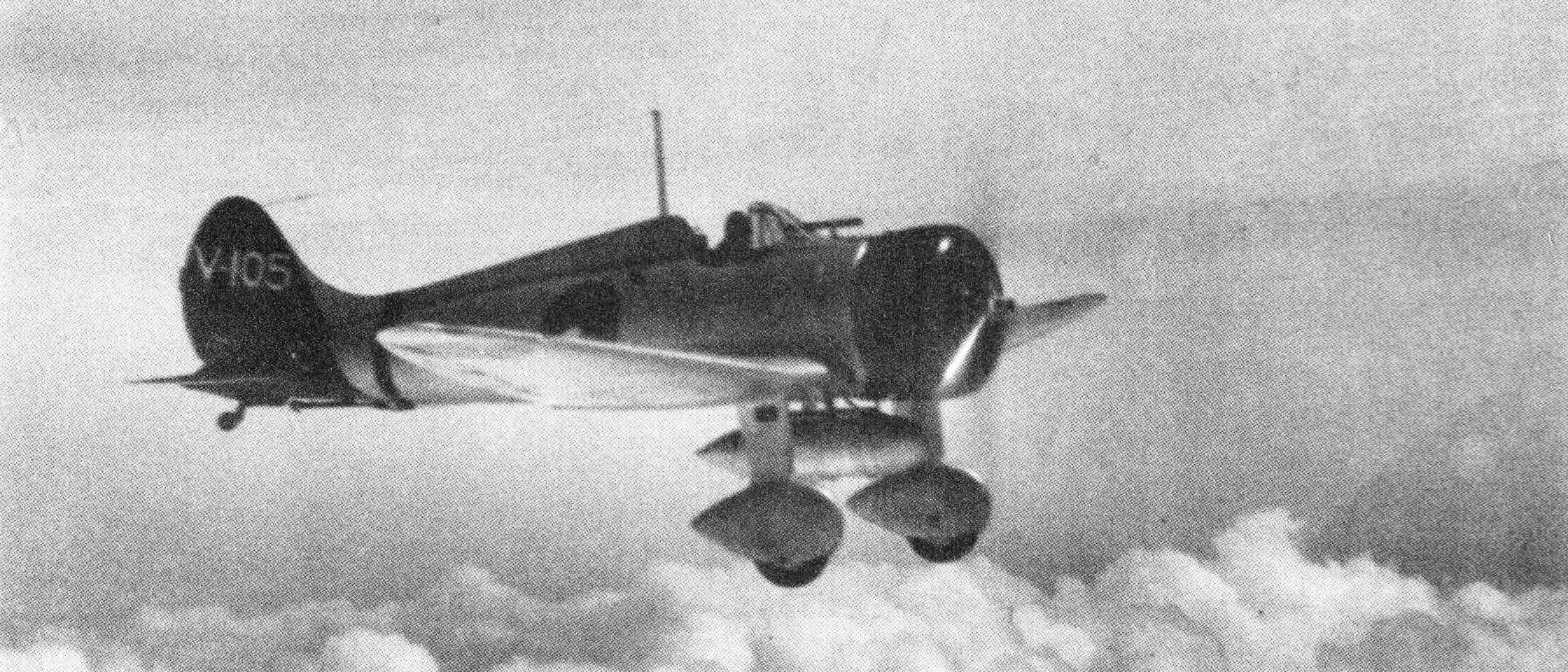
九六式艦上戦闘機。源田実の考案した「制空隊」に使用された。源田がテストパイロットを務めた九試単座戦闘機の制式機でもある。（1938年と1939年の間）

1921年（大正10年）、航空戦力の本質を攻勢とし空中からの決定的破壊攻撃を説いたイタリアのジュリオ・ドゥーエの『制空』が発刊され、1927年（昭和2年）ころには世界的反響を生んだ。ドゥーエやミッチェルに代表される制空獲得、政戦略的要地攻撃を重視するには戦略爆撃部隊の保持が好ましく、1930年代には技術的にも可能となり、列強は分科比率で爆撃機を重視するようになった。
1937年（昭和12年）9月、南京空襲で日本海軍の源田実が戦闘機を主体的に運用して制空権を獲得する「制空隊」を考案した。戦闘機を中心とする積極的な作戦で戦術思想としても画期的であり、戦闘機の新しい価値が認識された。これを端緒に、従来は哨戒、援護など防御的に使われていた戦闘機に戦爆連合、戦闘機の単独進出など積極的に使用する航空戦術の型が確立されていった。
1940年（昭和15年）バトル・オブ・ブリテンでイギリスはレーダーを駆使してドイツからの爆撃の迎撃に成功した。
1943年（昭和18年）6月、ルンガ沖航空戦は、航空戦として初めて、陸海の戦闘から独立した固有の名称を与えられた。

### 大戦後

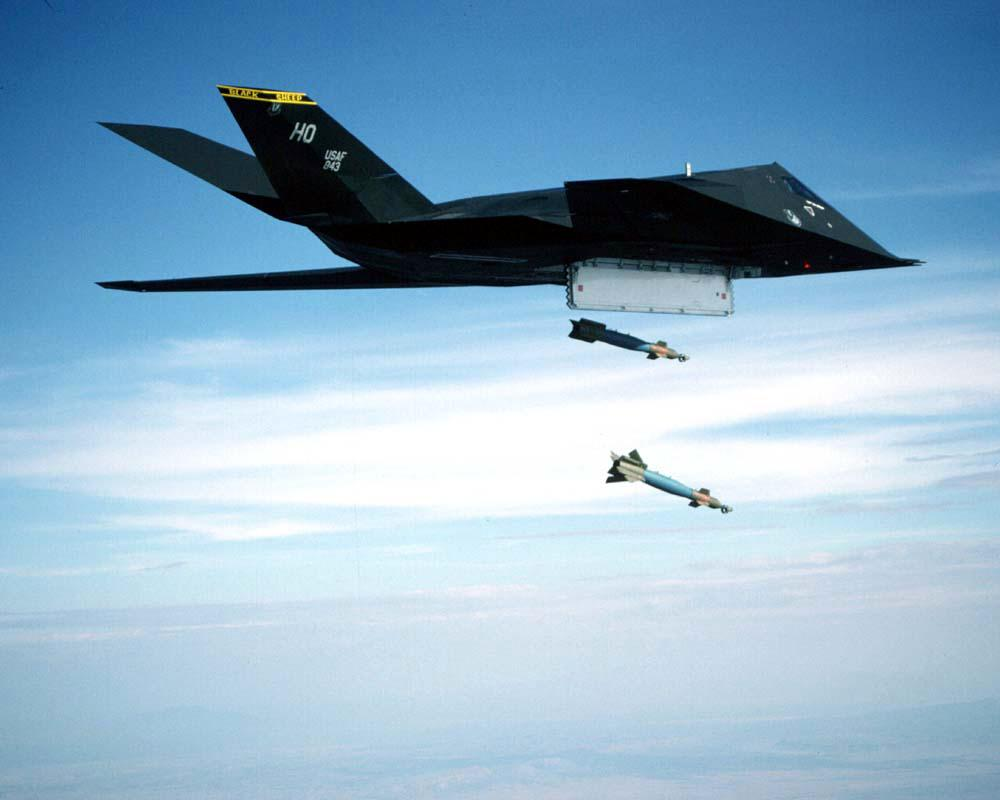
爆弾を投下するF-117、ステルス機（2007年）

1950年6月に始まった朝鮮戦争において米空軍はB-29による絨毯爆撃を実施した。
大戦後はジェット機、ミサイル、コンピューターの発達で高速機によるミサイル攻撃、ミサイル防衛が重視されていった。
また、ベトナム戦争、インド・パキスタン戦争、中東戦争を経て格闘性能、特に運動性能を持つ戦闘機も再び重視されるようになった。
そしてアメリカでは、ロッキード社のスカンクワークスが開発したステルス実験機「ハブ・ブルー」をもとに、1981年に世界初の本格的な実用ステルス機、F-117が開発された。これ以降、F-22やYF-23、B-2といったステルス戦闘機や爆撃機が生み出された。
現代ではMQ-1 プレデターなど武装した無人航空機が世界で数多く登場しており、アフガニスタン紛争、イラク戦争などで実戦投入されている。主な任務は対地攻撃だが、イラク戦争では有人機との空中戦に用いられたケースもある。
無人ステルス機の研究も進められている。RQ-3 ダークスターやX-47のような実験機を経て、RQ-170 センチネルが実戦に参加していると推測される。ただし、機密が多く詳細は明らかではない。
無人制空戦闘機はハードルが高いため研究段階である。

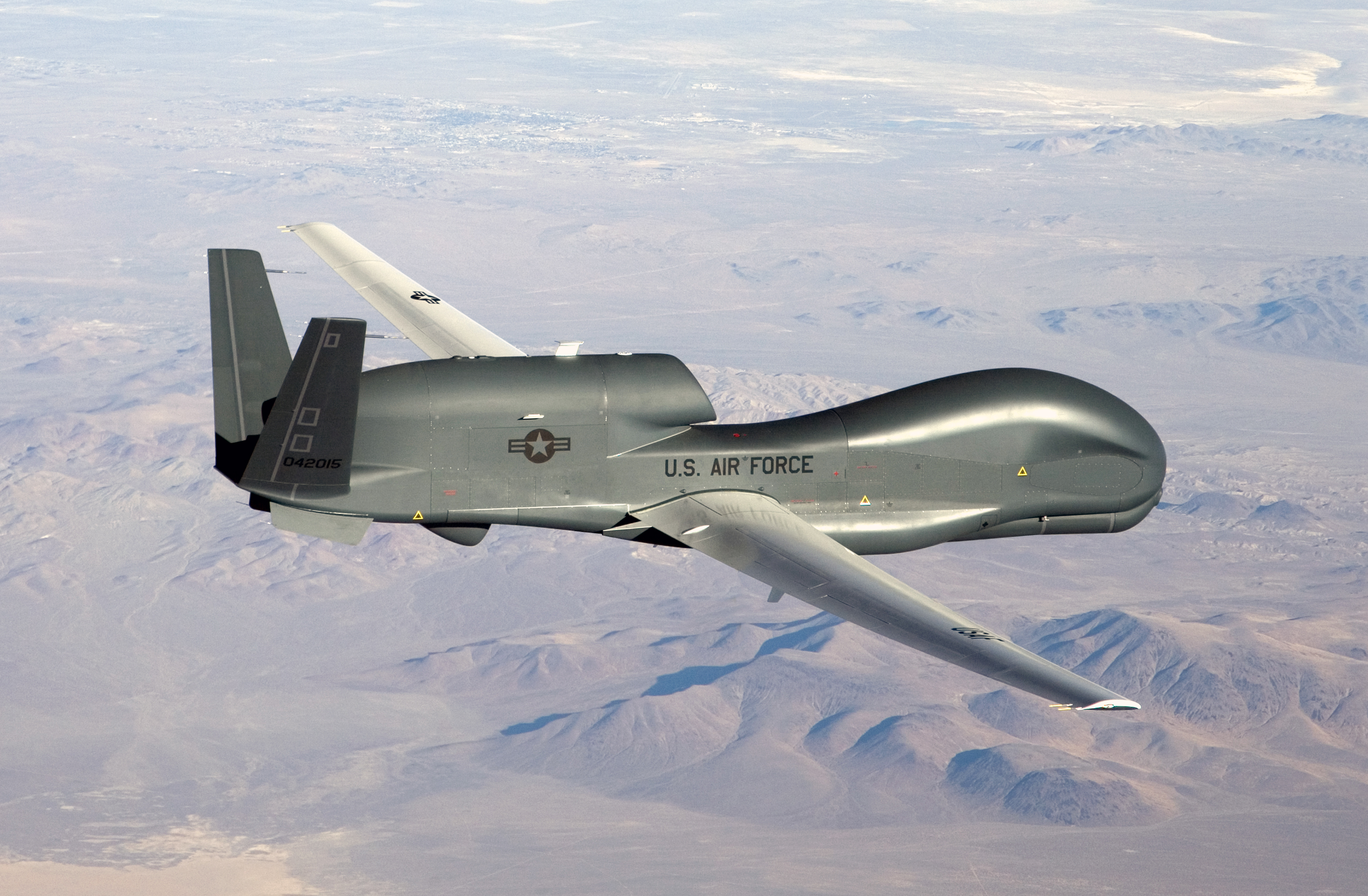
RQ-4 グローバルホークは無人航空機（2007年）

RQ-4 グローバルホークは、ライアン・エアロノーティカル（ノースロップ・グラマン）社によって開発された無人航空機。アメリカ空軍などによって使用されており、イラク戦争で実戦に投入されている。

## 関連する作品
- ドキュメンタリー『ドッグファイト～華麗なる空中戦～』シリーズ（製作・放映：ヒストリー・チャンネル）